# Winburgi Köztársaság
A Winburgi Köztársaság (afrikaans nyelven Republiek van Winburg) az ún. voortrekker-ek által alapított búr köztársaság volt a mai Dél-afrikai Köztársaság területén. Fővárosa és névadója Winburg városa volt.
A voortrekkerek 1836-ban érkeztek a területre és alapították meg Winburgot. Eredetileg Wenburg volt a település neve, amelynek jelentése szakértők szerint a győzelem városa. Ennek eredetét az északi ndebele törzs felett aratott búr győzelemre vezetik vissza, akivel a búroknak területei vitái voltak.
Winburg ezt követően egy másik törzs vezetőjétől, Makwanától vásárolt földekkel gyarapította tovább területét, aki ellenszolgáltatás fejében védte is a telepeseket az ellenséges törzsektől. A következő évben már legalább 1000 telepescsalád érkezett a környékre, amely sürgette a közösség megszervezését.
1838-ban Winburg és Potchefstroom államszövetséget hozott létre Winburg–Potchefstroomi Köztársaság néven Andries Hendrik Potgieter vezetése alatt. Azonban még legalább két évig vita folyt arról a telepesek között, hogy hol legyen Winburg városközpontja. Andries Pretorius javaslatára végül egy szavazás eldöntötte, hogy a centrum Jacobus de Beer farmja köré csoportosuljon. Itt volt a winburgi köztársaság országgyűlése is.
1840-ben Winburg kivált Potchefstroom-tól, de továbbra is Potgieter maradt a köztársaság elnöke. Röviddel ezután a Natal Köztársaság része lett, ám amikor a britek 1843-ban annektálták Natalt, Potgieter 1844-ben ismét önállónak nyilvánította Winburgot. A miniállam még négy évig állt fenn, végül 1848-ban egyesült az Oranje Szabadállammal. Potchefstroom-ot csak 1860-ban vonták össze a Transvaal Köztársasággal és Lydenburgi Köztársasággal.